# Ласи се завръща у дома
„Ласи се завръща у дома“ (на немски: Lassie - Eine abenteuerliche Reise/на английски: Lassie Come Home) е немски приключенски филм от 2020 г. на режисьора Хано Олдердисен, а сценарият е на Джейн Енско, базиран на едноименния роман, написан от Ерик Найт. Премиерата на филма се състои на 16 февруари 2020 г. в берлинския зоопарк Zoo Palast, а след това излиза по киносалоните на 20 февруари в Германия.

## Актьорски състав
- Нико Маришка – Флориан Маурер
- Себастиан Бецел – Андреас Маурер
- Анна Мария Мюе – Сандра Маурер
- Белла Бадинг – Присила вон Спренгел
- Матиас Хабих – Граф вон Спренгел
- Йохан Фон Бюлов – Себастиан вон Спренгел
- Юстус фон Донани – Герхардт
- Кристоф Летковски – Хинц
- Яна Паласке – Франка
- Милтън Уелш – Рони

## В България
В България филмът е излъчен на 15 септември 2020 г. по bTV Cinema. Дубажът е на Саунд Сити Студио и екипът се състои от:
| Преводач            | Виолета Георгиева                                                              |
| Тонрежисьор         | Светослав Димитров                                                             |
| Режисьор на дублажа | Тодор Георгиев                                                                 |
| Озвучаващи артисти  | Ирина Маринова Ралица Стоянова Станислав Пищалов Константин Лунгов Иван Велчев |